# France Martineau
Pour les articles homonymes, voir Martineau.
France Martineau est née au Québec en 1960. Elle est professeure émérite à l'Université d'Ottawa en Ontario. Elle possède un doctorat de l’Université d'Ottawa. Elle est une leader en sociolinguistique historique et spécialiste du français canadien. Elle a mis de l’avant la reconstruction du français ancien à travers l’étude de correspondances familiales. Elle est directrice du Laboratoire Polyphonies du français.

## Biographie
France Martineau a fait un baccalauréat en linguistique (Université d’Ottawa, 1982), puis une maîtrise en sociolinguistique (Université d’Ottawa, 1985) et un doctorat en linguistique historique sur le moyen français (Université d’Ottawa, 1990). Elle a fait un postdoctorat à l’Université du Québec à Montréal (1989-1990) sous la direction de Claire Lefebvre. Elle rejoint en 1990 l’Université d’Ottawa au Département de français où elle enseigne jusqu’en 2021. Elle a été nommée professeure éminente. Elle est aujourd’hui professeure émérite.

## Travaux
Après des travaux en sociolinguistique variationniste sur le français d’Ottawa-Hull, sur lequel elle a fait sa thèse de maîtrise, qui porte plus particulièrement sur l’effacement de « que » en français canadien, elle s’oriente vers la linguistique historique pour son doctorat, dans lequel elle s’intéresse aux infinitives et à la position des pronoms objets en ancien et moyen français.
Au cours de sa carrière, elle a reçu de nombreuses subventions de recherche dont deux subventions majeures du Conseil de recherche en sciences humaines du Canada (CRSH) dans le cadre des Grands travaux de recherche concertée, qui ont réuni des équipes internationales. Directrice du projet « Modéliser le changement : les voies du français » (2005-2010), elle a mis en place le corpus MCVF (Modéliser le changement : les voies du français) et a permis de nombreuses recherches et colloques, reconnus mondialement, sur l’histoire et la langue médiévale.  Directrice d’un deuxième projet international « Le français à la mesure d’un continent : un patrimoine en partage » (2010-2018), qui porte sur l’évolution français nord-américain, elle a établi un deuxième grand corpus (Corpus FRAN) et a été au cœur de l’organisation de colloques et de la publication d’ouvrages.
Elle co-dirige avec Wim Remysen la collection « Les Voies du français », qu’elle a fondée en 2006, aux Presses de l’Université Laval. La collection qui s’intéresse au français et aux communautés francophones d’Amérique du Nord compte à ce jour 23 titres.

## Hommages
Un livre est dédié à ses travaux. La maquette de la couverture reproduit un fragment d’une œuvre de Marc Séguin.
Le prix de la meilleure conférence étudiante du colloque international LFDI porte son nom.

## Prix et distinctions
- En 2004, elle a obtenu le prix de « Professeure de l’année » de la faculté des arts de l’Université d'Ottawa[2].
- En 2009, elle a été nommée une des « 16 femmes remarquables » de l’université d’Ottawa[3].
- En 2009, elle a obtenu la chaire de recherche de l'Université d'Ottawa, « Langue, identité et migration en Amérique française »[4].
- En 2011, elle a reçu l'appui du Fonds des leaders de la Fondation canadienne pour l'innovation (FCI) pour son Laboratoire des français d'Amérique[5].
- En 2011, elle a été élue membre de la Société royale du Canada[6].
- En 2012 ,elle reçoit le prix d'excellence en recherche [7]de l'Université d'Ottawa  .
- En 2014 , elle obtient la chaire de recherche de l'Université d'Ottawa, « Le français en mouvement : Frontières, réseaux et contacts en Amérique  française ».
- En 2015, elle est nommée Professeure éminente [8] à l'Université d'Ottawa
- En 2017, elle reçoit le Prix national d'excellence[9] de l'Association canadienne de linguistique (ACL).
- En 2018, elle reçoit l'Ordre des francophones d'Amérique du Conseil supérieur de la langue française[10].
- En 2020, a été publié en son honneur le livre L'individu et sa langue Hommages à France Martineau[11], sous la direction de Wim Remysen et Sandrine Tailleur aux Presses de l'Université Laval.
- En 2021, elle est nommée Professeure émérite à l'Université d'Ottawa.

## Ouvrages publiés

### Ouvrages scientifiques
- Martineau, France, Wim Remysen et André Thibault (2022). Le français au Québec et en Amérique du Nord, Paris, Ophrys[12].
- Martineau, France et Wim Remysen (2020). La parole écrite, des peu-lettrés aux mieux-lettrés, Strasbourg, ELipHI[13].
- Martineau, France, Annette Boudreau, Yves Frenette, Françoise Gadet (2019). Francophonies nord-américaines: langues, frontières et idéologies, Québec, Presses de l'Université Laval, 554p[14].
- Martineau, France et Marcel Bénéteau. (2018). Incursion dans le Détroit. Édition critique du Jour Naille Commansé Le 29. octobre 1765 pour Le voiage que je fais au Mis a Mis, Québec, Presses de l’Université Laval, 136 p., 2e édition[15].
- Frenette, Yves et France Martineau (2018). Les Voyages de Charles Morin, charpentier canadien-français. Texte établi par France Martineau[16], Québec, Presses de l'Université Laval, 580p.

- Martineau France (2016). « Écrire la parole entravée », dans Jo Ann Champagne (dir.) Une incorrigible passion[17], Montréal, Fides, p. 113-134. Nouvelle

- Lusignan, Serge, France Martineau, Yves Charles Morin et Paul Cohen. (2012). L'introuvable unité du français. Contacts et variations linguistiques en Europe et en Amérique (XIIe – XVIIIe siècle), Québec, Presses de l’Université Laval, 328 p.

- Martineau, France et Terry Nadasdi. (2011). Le français en contact. Hommages à Raymond Mougeon, Québec, Presses de l’Université Laval, 460 p.
- LeBlanc, Carmen, France Martineau et Yves Frenette (2010). Vues sur les français d'ici, Québec, Presses de l'Université Laval[18]
- Desrochers, Alain, France Martineau et Yves Charles Morin (2008). Orthographe française. Évolution et pratique, Ottawa, Editions David[19].
- Martineau, France et Luc Baronian (2009). Le français d'un continent à l'autre, Mélanges offerts à Yves Charles Morin, Québec, Presses de l'Université Laval[20].
- Kunstmann, Pierre, France Martineau et Danielle Forget (2003). Ancien et moyen français sur le web, Ottawa, Éditions David[19].
- Forget, Danielle et France Martineau (2002). Des identités en mutation. De l'Ancien au Nouveau Monde, Ottawa, Éditions David[19].

### Romans et entrevues
- Martineau, France (2020). Entretien avec France Martineau: Entre parole et voix, ou l'art de l'équilibre à l'ère du #meetoo[21]. Édition Sémaphore.
- Martineau, France (2019). Ressacs[22]. Éditions Sémaphore.
- Martineau, France (2016). Bonsoir la muette[23]. Éditions Sémaphore.